# Bernat III d'Armanyac
Bernat III, mort el 1110, comte d'Armanyac de 1098 a 1110, fou fill de Guerau II, comte d'Armanyac, i d'Avisel·la de Lomanha.
Es va casar el 1095 amb Alpaïs, filla de Bosó I, vescomte de Turena, i de Gerberga. Van tenir:
- Guerau III († 1160), comte d'Armanyac.
- Odon
- dues filles

Se li coneix igualment un fill il·legítim, LLop Sanç, que va construir el 1104 una torrassa a Géou (La Bastida d'Armanhac).